# مقاطعة لاكليد (ميزوري)
مقاطعة لاكليد (بالإنجليزية: Laclede County)‏ هي إحدى المقاطعات في ولاية ميزوري في الولايات المتحدة الأمريكية.